# Erica mannii
Erica mannii là một loài thực vật có hoa trong họ Thạch nam. Loài này được (Hook.f.) Beentje mô tả khoa học đầu tiên năm 1990.